# Datschi
Datschi var ett tyskt segelflygplan.
Flygplanet konstruerades av AJ Andersson på uppdrag av Augsburger Verein für Luftfahrt i Augsburg Tyskland 1928-1930.
Det namngavs efter den lokala mördegskakan Zwetschgendatschi. Flygplanet deltog i de andra lokala bayerska tävlingarna i Hesselberg 1930, och vid Rhöntävlingen vid Wasserkuppe juli-augusti 1931.
När Andersson konstruerade flygplanet placerade han en person på en bock som han sedan klädde in i en kabinattrapp och detta gav flygplanskroppen ett minimalt tvärsnitt med lågt luftmotstånd. Vingarna var högt placerade i en liten baldakin med profilerade vingstöttor från underkanten av flygplanskroppen till vingens mitt. Standardformatet på plywoodskivornas längd, 1,2 meter, fick bestämma vingkordan. Faneret limmades fast på ovansidan av vingbalken, och sveptes runt framkanten, och limmades fast på undersidan av vingbalken. Tillverkningsmetoden medförde att spillet och kapandet av plywood minimerades. Flygplanet var konstruerat för att klara byig vind och en lastfaktor på 7,2 vid tomvikten 110 kg. Därmed uppfylldes kraven för att vara tillåten för avancerad flygning.
När AJ Andersson återvände till Sverige 1931, överlät han konstruktionen som grund för senare tyska segelflygplan.